# Affaires étrangères de la république démocratique du Congo
 (novembre 2016).
Si vous disposez d'ouvrages ou d'articles de référence ou si vous connaissez des sites web de qualité traitant du thème abordé ici, merci de compléter l'article en donnant les références utiles à sa vérifiabilité et en les liant à la section « Notes et références ».
Pour un article plus général, voir République démocratique du Congo.
La localisation de la république démocratique du Congo lui donne un rôle clé en Afrique centrale. Avec sa superficie, ses richesses minières, ses ressources humaines, sa position stratégique, le pays a été capable de profiter des tensions dues à la guerre froide pour obtenir différents soutiens de l'Occident. Au début des années 1990, l'Occident arrêta ses soutiens et fit pression pour une démocratisation de la politique et une ouverture économique.

## Guerres du Congo
La  république démocratique du Congo fut le terrain d'une guerre civile et ensuite africaine, dans laquelle plusieurs de ses voisins prirent part. L'Ouganda, le Burundi et le Rwanda ont soutenu les groupes rebelles qui occupaient la partie orientale du pays. De l'autre côté, la Namibie, le Zimbabwe et l'Angola se sont rangés du côté des Forces Armées Congolaises, armée régulière de la république démocratique du Congo.
L'État congolais s'est vu incapable de récolter le fruit de ses ressources minières dans les régions occupées par les rebelles et leurs alliés. On estime les ventes de coltan de l'armée rwandaise à près de 250 millions $US en 18 mois, alors que le Rwanda ne possède pas de coltan sous son sol.
Les troupes du Zimbabwe, de l'Angola, la Namibie, du Tchad, et du Soudan intervinrent pour soutenir le régime de Kinshasa.
En outre, les relations avec les pays environnants ont souvent été dictées par des impératifs de sécurité. Des alliances complexes et s'emboitant ont souvent caractérisé les relations régionales. Les conflits au Soudan, en Ouganda, en Angola, au Rwanda, et au Burundi ont, à des moments différents, créé des tensions bilatérales et régionales. La crise actuelle en république démocratique du Congo tire son origine de l'usage du Congo comme base par plusieurs groupes rebelles attaquant des pays voisins et pas l'absence d'un système politique qui s'appuie sur tout le Congo.
La république démocratique du Congo est un membre de la Cour pénale internationale avec un accord d'immunité bilatérale pour la protection des militaires des États-Unis (comme formulé dans l'article 98 du Statut de Rome).

## Mésententes internationales
La république démocratique du Congo ayant vécu une guerre civile, cela a attiré des forces militaires de pays voisins, de l'Ouganda et du Rwanda qui supportent les mouvements rebelles dans l'est du pays - Tutsis, Hutus, Lendus, Hemas et d'autres groupes ethniques en conflit, rebelles politiques, et d'autres forces gouvernementales dans la région des Grands lacs, traversant les frontières du Burundi, de la république démocratique du Congo, du Rwanda, et de Ouganda - les dirigeants des états de la région des Grands lacs promettent d'arrêter le conflit, mais de la violence localisée continue malgré les efforts de maintien de la paix des Nations unies; la plus grande partie de la frontière du fleuve Congo avec la république du Congo n'est pas définie (aucun accord n'a eu lieu sur la division du fleuve ou de ses îles, sauf dans le secteur du Pool Malebo.
Le 19 décembre 2005, la Cour internationale de justice a condamné l'Ouganda, dans une affaire amenée par la république démocratique du Congo, pour l'invasion illégale de son territoire et pour la violation des droits humains

## Relations avec le Rwanda
Le soutien du Rwanda au groupe M23 ainsi que des interventions des forces rwandaises en 2021 et 2022 en territoire congolais entretiennent des tensions entre les deux pays[réf. nécessaire].

## Drogues illégales
En république démocratique du Congo, il y a de la production illégale de cannabis, principalement pour un usage local. Même si la corruption et la supervision inadéquate laisse le système bancaire vulnérable au blanchiment d'argent, l'absence de système financier développé empêche la république démocratique du Congo de devenir une plaque tournante du blanchiment d'argent.

## Relations avec la Russie
Le 27 juillet 2023, La République démocratique du Congo et la Russie signe un protocole d’exemption réciproque de visas pour les détenteurs de passeports diplomatique et de service en marge du sommet Russie-Afrique à St Petersbourg.